# ゆないくー
ゆないくーは、Jリーグ・鹿児島ユナイテッドFCのマスコットキャラクター。

## 概要
鹿児島ユナイテッドFCはクラブ創設当初はマスコットキャラクターを設定していなかったが、鹿児島市が主催する統合型デザインコンペ「かごしまデザインアワード」にて2015年の課題テーマの一つに「鹿児島ユナイテッドFCのマスコットキャラクター」を設定。この時の最優秀作品（企業賞）として、薩摩川内市在住のイラストレーター・ぽたろがデザインした「K・U（クー）」が選定され、これを基にして誕生したキャラクターである。2017年2月26日に行われた「2017シーズン鹿児島ユナイテッドFCキックオフパーティー」にてお披露目された。
2019年10月ゆないくーのぬいぐるみを500体限定販売すると発表。400体を白波スタジアムで行われるホームゲームにて、残りの100体をクラブオフィシャルオンラインストアで販売して完売。ゆないくーのグッズは、ぬいぐるみのみならずタオルマフラーやステッカーなど様々なものが販売されている。

## プロフィール
- 誕生日：5月23日
- 性格：明るく元気で、どんなピンチでも挫けず鹿児島ユナイテッドFCを応援
- 好きなもの：鹿児島ユナイテッドFC、旅、おにぎり